# Sans issue (Buffy)
Sans issue  est le 14e épisode de la saison 6 de la série télévisée Buffy contre les vampires.

## Résumé
Alors que le Scooby-gang organise une fête pour l'anniversaire de Buffy, Dawn se sent de plus en plus abandonnée. Elle souhaite devant une conseillère d'éducation que ses amis restent près d'elle sans se douter qu'il s'agit en réalité d'Halfrek, qui fait partie des démons vengeurs. La soirée d'anniversaire se déroule chez les Summers et Buffy reçoit ses invités (dont Spike qui impose plus ou moins sa présence) et ses cadeaux (dont un blouson de la part de Dawn que celle-ci a manifestement volé). La fête bat son plein toute la nuit et, au petit matin, personne ne semble pouvoir partir de la maison. Tara jette un sort pour les libérer de ce qui est manifestement un enchantement mais, à la place, elle libère un démon qui était emprisonné dans une épée que Buffy avait ramené chez elle. Le démon blesse un ami d'Alex avant de s'évanouir dans les murs, faisant planer une menace permanente sur le groupe. 
Dawn finit par révéler à Buffy qu'elle a fait un vœu devant une conseillère alors qu'Anya décide de prendre les choses en main et fouille dans la chambre de Dawn, y trouvant de nombreux objets volés, dont certains à la boutique de magie. Une explication animée s'ensuit et Anya se rend compte que son amie Halfrek est la responsable de leur situation actuelle. Elle l'invoque mais, à peine apparue, Halfrek se fait transpercer de part en part par le démon, que Buffy finit par tuer. Cependant, cette blessure est sans gravité pour Halfrek mais elle refuse d'annuler sa malédiction, la souffrance de Dawn ayant mérité un tel châtiment à ses yeux. Néanmoins, quand elle veut partir, elle se retrouve elle aussi piégée par son sortilège et est donc contrainte de l'annuler, laissant tout le monde libre de partir.